# Franco Zorzi
Franco Zorzi (* 24. August 1923 in Bellinzona; † 4. September 1964 in Bignasco durch Absturz am Basodino) war ein Schweizer Freidenker, Politiker (FDP) und Tessiner Staatsrat.

## Leben
Franco Zorzi war Sohn des Lehrers Arturo Silvio und dessen Ehefrau Maria geborene Filippini. Er heiratete 1953 Eliane Villa. Nach der Scuola cantonale di commercio in Bellinzona studierte er Rechtswissenschaft an der Universität Basel und promovierte mit einer Arbeit über das Verhältnis von Staat und Kirche im Kanton Tessin (1946). Er war Jugendrichter von 1947 bis 1950 und Staatsanwalt in Sopraceneri von 1950 bis 1956. Er war ein dynamischer Führer der Tessiner Radikalliberalen Jugendaktion, Stadtrat von Bellinzona von 1946 bis 1950, dann war er Staatsrat von 1959 bis 1964 (Leiter des Bau- und Militärdepartements). Überdies war er auch Präsident der Ferrovia Lugano-Cadro-Dino und der Ferrovie autolinee regionali ticinesi von 1959 bis 1964. Im Jahr 1957 war er Mitglied der Commission permanente de la circulation routière.
Ab 1963 war er Vorsitzender der Tessiner FDP. Als Qualitätspolitiker und geschickter Verhandlungsführer zeichnete er sich aus durch seinen Beitrag zur Entwicklung einer modernen Wasserkraftpolitik sowie einer weitsichtigen Landschaftsplanung. Besonders beharrlich setzte er sich auch für den Bau des Gotthard-Strassentunnel ein.